# 1031 (szám)
Az 1031 (római számmal: MXXXI) az 1030 és 1032 között található természetes szám.

## A szám a matematikában
A tízes számrendszerbeli 1031-es a kettes számrendszerben 10000000111, a nyolcas számrendszerben 2007, a tizenhatos számrendszerben 407 alakban írható fel.
Az 1031 páratlan szám, prímszám. Kanonikus alakja 10311, normálalakban az 1,031 · 103 szorzattal írható fel. Két osztója van a természetes számok halmazán, ezek növekvő sorrendben: 1 és 1031.
Az 1031 huszonöt szám valódiosztó-összegeként áll elő, közülük a legkisebb is nagyobb 10 000-nél.

## Csillagászat
- 1031 Arctica kisbolygó